# Cilunculus armatus
Cilunculus armatus là một loài nhện biển trong họ Ammotheidae. Loài này thuộc chi Cilunculus. Cilunculus armatus được miêu tả khoa học năm 1879 bởi Böhm.